# Elisabeth Nagele
Elisabeth Nagele (* 12. Juni 1933 in Tomils; † 22. Juni 1993 in Davos) war eine Schweizer Rennrodlerin.
Elisabeth Nagele gewann 1961 in Girenbad als erste und bis 2016 einzige Schweizerin den Titel bei den Rennrodel-Weltmeisterschaften. Bei den Olympischen Winterspielen 1964 in Innsbruck wurde sie 12. In den 1980er Jahren war sie technische Delegierte der Fédération Internationale de Luge de Course.